# Palazzo della Provincia (Arezzo)
Il Palazzo della Provincia è un edificio situato tra via Ricasoli, 44-50 e via dell'Orto, 7 ad Arezzo, attuale sede della Provincia di Arezzo.

## Storia
Una prima sistemazione dell'area tra via Ricasoli e piazza della Libertà avvenne tra il 1849 e il 1851, quando l'ingegnere Angiolo Cianferoni operò un accorpamento di alcuni fabbricati per realizzarvi la sede della prefettura granducale, con la facciata prospiciente il palazzo dei Priori.
Il 24 febbraio 1913 l'amministrazione provinciale di Arezzo deliberò la costruzione di una nuova sede, incaricando del progetto l'ingegnere Giuseppe Paoli. Si trattava in linea di massima di un intervento composto da una nuova costruzione (l'edificio verso via dell'Orto) da adibire a uffici e dal 'restauro' di due preesistenti unità, le trecentesche case Guadagnoli e del Predicatore, da accorpare e trasformare in sale di rappresentanza e aula del consiglio. I lavori murari, eseguiti dalla ditta Giuseppe Rossi di Arezzo, vennero avviati poco dopo e si concludono soltanto il 27 settembre 1925, con l'inaugurazione ufficiale della sede. Relativamente all'apparato decorativo, la realizzazione degli affreschi fu affidata, su suggerimento del progettista, al pittore Adolfo De Carolis (contratto del 30 maggio 1922): il bozzetto, su soggetto dato dallo stesso ingegnere, venne immediatamente approvato e i lavori pittorici - avviati nell'estate del 1922 e eseguiti interamente dal De Carolis, a meno della carta della provincia opera di Diego Pettinelli, vennero conclusi alla fine del 1923.
Le altre opere decorative sono rispettivamente: i lavori in pietra arenaria della ditta Sigismondo Burroni, i ferri battuti di Alfredo Valenti di Arezzo e dalla ditta fratelli Mariani di Firenze, i lavori in legno di Enrico Casini, gli arredi del salone ed alcuni mobili delle salette minori della ditta Bruschi di Arezzo e le vetrate della ditta De Matteis di Firenze.
Al piano terra, con affaccio su Via Ricasoli si trovano i locali dell'Atrio d'Onore sede di mostre di pittura, fotografia ed eventi di varia natura legati ad arte e cultura. A partire dagli anni cinquanta sono stati inoltre realizzati numerosi volumi, a parziale saturazione delle chiostrine interne, che ne hanno profondamente alterato l'assetto. 
Dal 28 aprile 2007 i locali posti sotto al Giardino Pensile ospitano la Mostra Permanente della Fauna Selvatica

## Descrizione

### Ubicazione
Il palazzo risulta dall'accorpamento di unità diverse per cronologia e lessico architettonico che occupano pressoché interamente la porzione occidentale dell'isolato delimitato a nord da via Ricasoli, limite naturale della piazza del Duomo sulla quale prospetta il fianco meridionale della Cattedrale, a est dall'ultimo tratto del Corso, principale asse di attraversamento longitudinale del centro cittadino, a sud da via dell'Orto, sulla quale prospettano interessanti unità abitative di epoca medievale (la restaurata casa del Petrarca) e rinascimentale, e a occidente dalla piazza dei Priori, delimitata dal dominante palazzo del Comune e dalla casa del Vasari. Il complesso fa dunque parte di un ideale agorà, dove sono concentrati i principali centri amministrativi della città, situata in posizione dominante rispetto al rimanente tessuto urbano. Il nucleo del palazzo costituisce la porzione orientale del complesso, delimitata a est da un giardino murato, e ha accesso sia da via Ricasoli che da via dell'Orto.

### L'esterno
L'edificio risulta estremamente articolato nella configurazione stilistica come nell'impianto: la prima risulta infatti dalla disinibita rielaborazione del lessico medievale (all'insegna di un gothic-revival che nella città aretina ebbe notevole fortuna negli anni venti e trenta) per il corpo di rappresentanza sulla via Ricasoli e di quello rinascimentale per il palazzetto sul fronte opposto dell'isolato, mentre l'impianto, forzatamente condizionato dal sedime delle preesistenze, si articola in una planimetria ad "L" e in una volumetria su diversi livelli: due e tre piani per il fronte principale dal lessico neogotico, due piani più uno seminterrato per il fronte sul giardino murato e infine tre piani su quello meridionale.
La facciata principale denota chiaramente, nella differenza della tessitura muraria in pietra forte come nella partitura delle aperture, le tracce delle due case medievali, e è caratterizzata al piano terra da una serie di cinque e due arcate archivoltate, sovrastate al primo piano da altrettante finestre centinate (sfalsate in altezza per l'unità orientale) e concluse, solo nell'unità occidentale, da due finestre, anch'esse archivoltate.
Mentre la facciata orientale è ritmata da una teoria di finestre riquadrate in pietra, quella meridionale (anch'essa intonacata come la precedente e con cantonali in pietra) presenta un impaginato che rimanda ai palazzi privati del rinascimento, con portale archivoltato e bugnato e finestre riquadrate al piano terra e una teoria di quattro finestre ai piani superiori (centinate e bugnate al piano nobile, semplicemente centinate al piano secondo).

### Gli Interni
Riguardo alla distribuzione interna, gli spazi di maggior rappresentanza sono situati nel nucleo neogotico: i quattro portali del piano terra immettono in un grande atrio quadrato (decorato con motivi medievali e affrescato dal De Carolis con la raffigurazione allegorica dell'Aequitas) con al centro un pilastro ottagono in pietra e dall'estremità una scala di rappresentanza (poggiante in parte su di un arco rampante, con gradini e balaustra in pietra conclusa da due sculture leonine). Questa conduce alle due sale superiori del preconsiglio e del consiglio, nella quale sono concentrati i maggiori episodi decorativi del De Carolis: il grande vano a pianta rettangolare e con soffitto ligneo a cassettoni (opera di Pagno Boncompagni) presenta sul lato occidentale un doppio volume, occupato al primo livello dalla sala del preconsiglio e a quello superiore da una loggia per il pubblico, tetrapartita verso l'aula tramite due pilastri lapidei con capitelli pseudoionici e, in posizione centrale, un pannello murario recante affrescata l'allegoria del fuoco. Le pareti dell'aula sono a loro volta suddivisi in tre fasce: una fascia basamentale decorata a pannelli, una zona intermedia a motivi araldici e a parati (realizzata insieme a Diego Pettinelli) e una fascia conclusiva a fregi (allegorie dell'arte, della scienza, delle 7 arti liberali, dell'agricoltura e dell'industria); sul lato orientale è inoltre situato il grande affresco degli aretini celebri.
Dal portale di via dell'Orto si accede invece a un lungo corridoio, ai cui lati sono specularmente distribuiti, al piano terra come a quelli superiori, gli uffici: al termine del corridoio è situato il corpo scala, con affaccio sul giardinetto interno, caratterizzato dal motivo dalla balza affrescata a pannelli, dai gradini in pietra serena e della balaustra in ferro battuto con motivi floreali ed a foggia di drago.

## Fortuna critica
L'opera non ha destato interesse nella critica architettonica né contemporanea né successiva, fatto questo dovuto probabilmente all'innegabile anacronismo di un lessico che, ancora alla metà degli anni venti, rimanda al revival neogotico e neorinascimentale. Nell'opuscolo celebrativo del 1925 se ne loda il senso della memoria e la raffinatezza delle decorazioni - "ogni particolare è sapientemente curato: l'innesto della pietra nuova sulla vecchia fatto con garbo; i ferri battuti di tipo tradizionale concorrono a dare all'edificio quel sapore proprio dell'architettura trecentesca toscana, indispensabile per intonare un nuovo edificio in una vecchia città" - mentre più di recente Centauro rileva giustamente come il progetto sviluppasse orientamenti che esulavano dall'intento puramente conservativo subordinando l'intera operazione alle esigenze celebrative dell'epoca.